# Sartorius

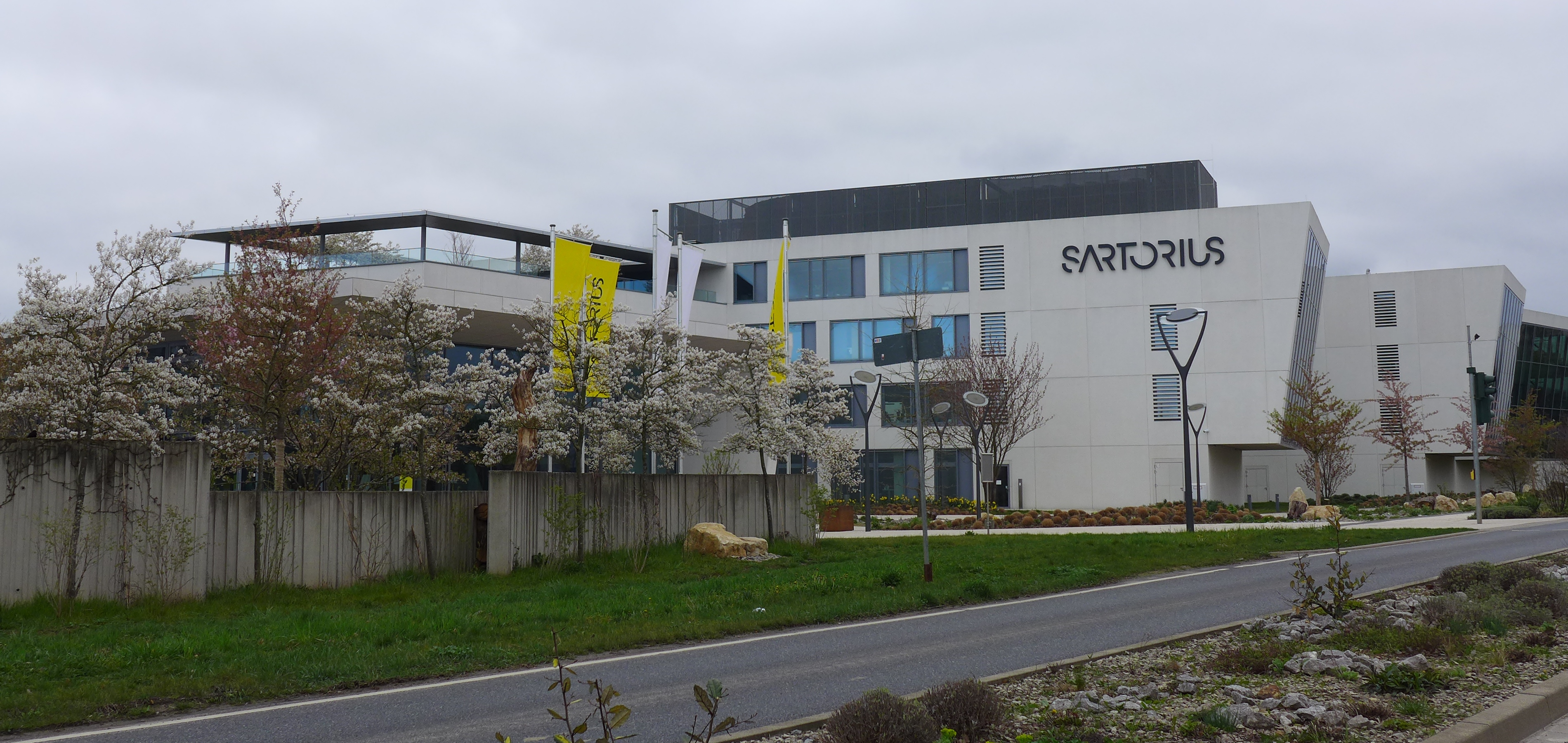
Sede da Sartorius em Göttingen.

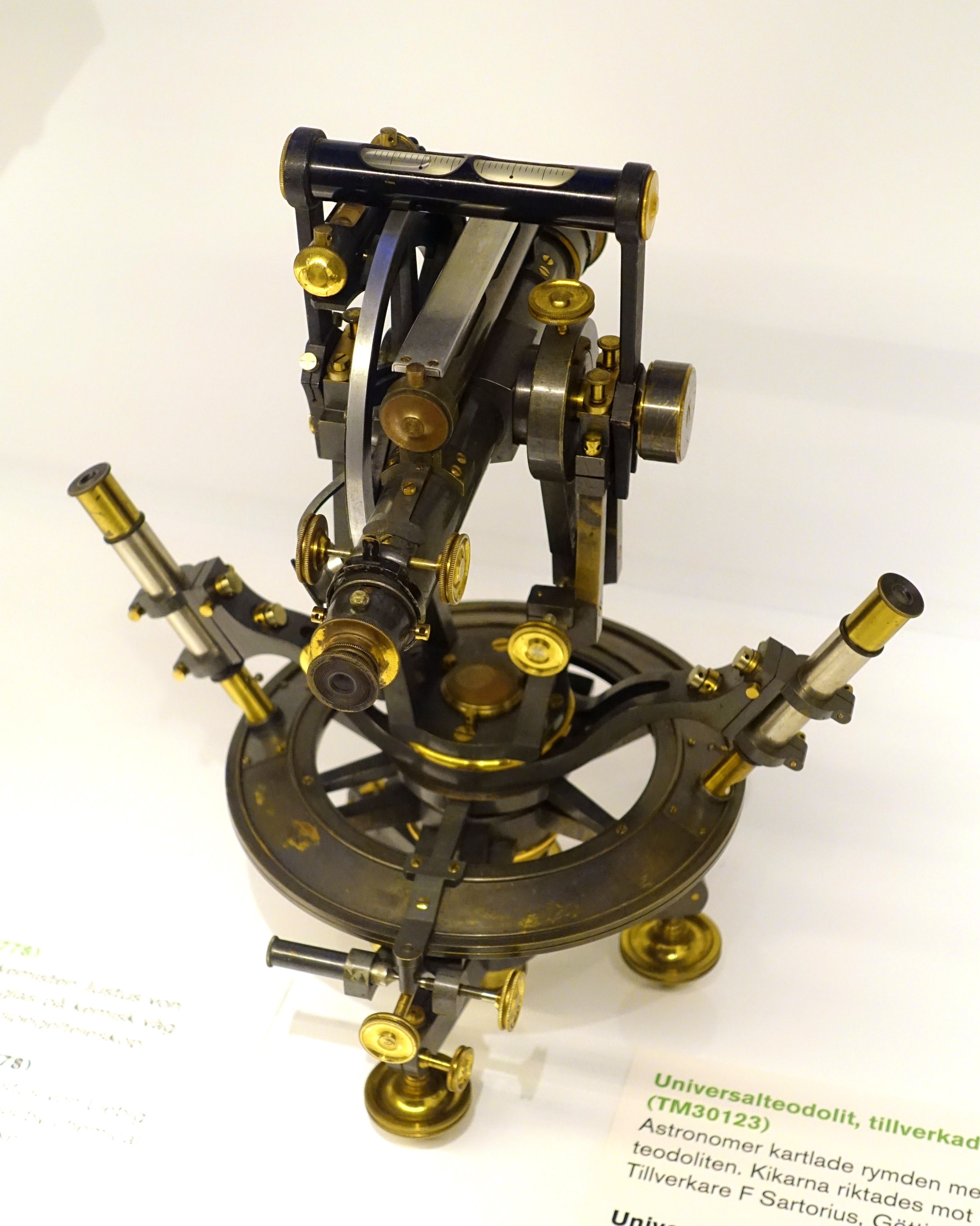
Teodolito universal feito por Florenz Sartorius, c. 1910

 Sartorius é uma companhia alemã e que desenvolve e fabrica equipamentos de bioprocessamento, farmacêuticos e de laboratório.
Foi fundada por Florenz Sartorius em 1870 e sua sede fica em Göttingen na Alemanha.

## História

### Século 19
Após concluir sua formação em mecânica de precisão e seu estágio profissional, Florenz Sartorius estabeleceu a "Feinmechanische Werkstatt F. Sartorius" em 1870 no centro da cidade de Göttingen, com apenas 24 anos. Inicialmente, ele fabricava dispositivos para os docentes da Universidade de Göttingen. Desde os primeiros dias, seu foco era a criação e aprimoramento de balanças analíticas de braço curto, uma tecnologia que ele conheceu durante seu período de aprendizagem. Ao reduzir o tempo de medição e torná-las mais simples de operar, as balanças otimizaram significativamente os processos de trabalho dos usuários no campo da pesquisa e da indústria.
Florenz Sartorius apresentou suas balanças inovadoras com grande êxito em exposições comerciais e internacionais, incluindo a Exposição Universal de 1876, na Filadélfia, nos Estados Unidos. O prêmio recebido naquele evento impulsionou sua reputação e, como outros reconhecimentos, logo foi destacado em catálogos de produtos e papel timbrado. A legislação de patentes, aprovada no ano seguinte na Alemanha, e da qual Florenz Sartorius fez amplo uso, também possibilitou a proteção de sua propriedade intelectual.
Em 1895, a Sartorius entregou sua balança analítica de número 3.000, no mesmo ano a oficina de mecânica de precisão já havia se transformado em uma empresa com 60 colaboradores. Após diversas ampliações, a companhia transferiu-se para uma nova fábrica construída fora do centro urbano em 1898, que se manteria como sede até o fim de 2017. Outra parte da instalação, que foi posteriormente desativada, estava localizada perto de Rauschenwasser desde 1892. Além das balanças, o portfólio de produtos também incluía incubadoras para a criação de aves e aparelhos de aquecimento para uso bacteriológico, nesta época a empresa estava começando a entrar no ramo da microbiologia.

### Século 20
Em 1904, a Sartorius expandiu seu portfólio ao incorporar as empresas August Becker, especializada em micrótomos, e, em 1905, a Ludwig Tesdorpf, renomada por seus instrumentos astronômicos, geodésicos e físicos. No ano de 1906, a companhia passou a se chamar "F. Sartorius, Vereinigte Werkstätten für wissenschaftliche Instrumente von F. Sartorius, A. Becker und Ludwig Tesdorpf" e foi organizada em quatro unidades. Os filhos mais velhos do fundador, Wilhelm, Erich e Julius, começaram a participar ativamente das operações da empresa.
Em 1914, a companhia foi reestruturada como Sartorius-Werke AG. Os quatro filhos passaram a ser acionistas e assumiram papéis dentro da empresa. Junto com Erich, Wilhelm e Julius, Florenz Jr. também se juntou ao negócio. Com o início da Primeira Guerra Mundial, a fábrica foi parcialmente adaptada para a produção bélica, fabricando, entre outros itens, munições e carros de provisões. Em contrapartida, as exportações, que eram uma parte crucial do negócio, diminuíram muito.
Após o fim da Primeira Guerra Mundial, a produção estava focada em balanças, incubadoras e micrótomos.
Em 1925, Florenz Sartorius, fundador da empresa, faleceu aos 79 anos.
Durante da Segunda Guerra Mundial, a Sartorius se concentrou na produção de armamentos para as forças armadas alemãs.
Após o fim da Segunda Guerra Mundial, a Sartorius recebeu autorização para retomar suas atividades com um quadro inicial de 50 colaboradores. A produção foi reiniciada junto com a necessária reconstrução, processo que foi complicado pela falta de materiais, entre outros desafios. Para contornar essas dificuldades, a empresa manteve uma oficina de marcenaria interna que não só fabricava incubadoras e caixas para balanças, mas também produzia e reparava móveis, quadros, janelas e portas. No entanto, o principal setor de negócios ainda era, de longe, a fabricação de balanças.
Com a morte de seu irmão Wilhelm Sartorius em 1937, Erich passou a comandar a empresa sozinho e iniciou o preparo de seu filho adotivo, Horst Sartorius, para fazer parte dos negócios. Após 41 anos à frente da empresa, Erich Sartorius faleceu em 1947, e Horst Sartorius assumiu a liderança do negócio familiar, marcando o início da terceira geração no comando.
Em 1948, a Sartorius criou uma subsidiária chamada Gleitlagergesellschaft mbH para a produção de rolamentos hidrodinâmicos. Com o passar dos anos, a fabricação desses rolamentos se tornou um segmento de negócios bastante rentável. Em 2007, a empresa vendeu sua divisão de rolamentos e saiu deste negócio.
Em 1950, lançou a linha de balanças chamada "Selecta" e que trouxe inovações no design.
Em 1954, na fase inicial das balanças eletrônicas, a Sartorius lançou a primeira balança eletrônica produzida em série no mundo: a Electrono 1. Este modelo, que utiliza compensação de força eletromagnética (EMF), se destacou pela sua maior resistência a vibrações, tempos de pesagem mais rápidos e leitura mais fácil. Graças ao seu design, a Electrono ficou conhecida como "Anhalter Bahnhof", uma homenagem à famosa estação de trem de Berlim. Contudo, esse modelo inovador permaneceu como um produto de nicho dentro da linha da empresa.
A partir de 1958, a Sartorius ampliou rapidamente suas operações de exportação, que já eram uma base sólida para a empresa. Além dos parceiros comerciais na Europa e nos Estados Unidos, e apesar da Guerra Fria, a companhia também estabeleceu relações comerciais com países socialistas do Leste Europeu e outras regiões do mundo. A balança analítica Selecta tornou-se um grande sucesso de vendas, especialmente fora da Alemanha, e teve um papel crucial na estabilidade financeira da Sartorius nesse período. Em um marco importante, a 100.000 balança analítica fabricada em 1958 foi uma Selecta.
Em 1960, a Sartorius criou uma máquina de estiramento para a fabricação em larga escala dos filtros de membrana,.Até os dias atuais, essas máquinas de estiramento continuam sendo fundamentais no processo de fabricação das membranas filtrantes. Naquela época, os compradores desses produtos incluíam setores como a indústria alimentícia e de bebidas, laboratórios e centros de pesquisa diversos, órgãos de saúde pública e hospitais. Dessa forma, a empresa especializada em filtros de membrana transformou-se em um negócio sólido e com crescimento acelerado.
No final de 1967, a estrutura jurídica da companhia foi transformada de uma sociedade anônima para uma empresa de responsabilidade limitada, no mesmo ano a Sartorius já tinha parcerias comerciais em 130 países.
Em 1969, o mundo direcionou sua atenção ao espaço, funcionários da Sartorius utilizaram o "Gravimat", um aparelho multifuncional para pesagem específica em centros científicos, para analisar 20,2 miligramas das amostras lunares trazidas pela missão Apollo 11, com o objetivo de determinar sua área absoluta. No ano do pouso na Lua, e com base nas medições feitas na Sartorius, a empresa enviou a chamada "carta lunar" para clientes importantes na Alemanha e no exterior, considerada internamente pela Sartorius como "provavelmente a melhor campanha publicitária dos últimos tempos".

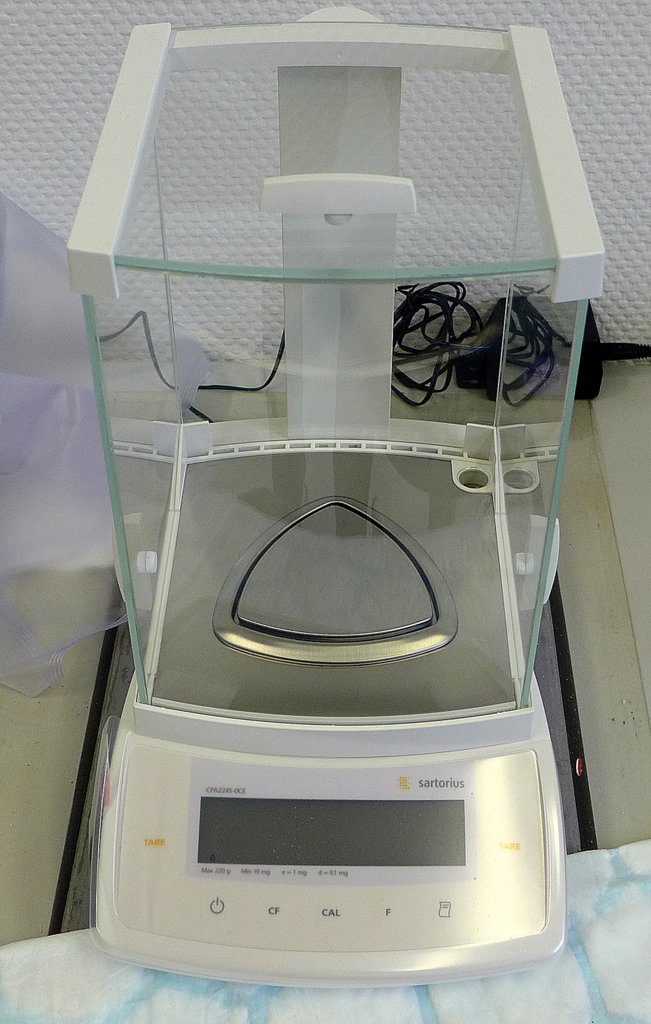
Balança de precisão da Sartorius

A partir de 1970, iniciou sua expansão internacional começou deixar de ser uma empresa apenas exportadora e onde houve a fundação das primeiras subsidiárias próprias de vendas, começando pela França em 1970, e Áustria em 1971, seguida pouco depois pelos Países Baixos e Reino Unido em 1973. A primeira filial fora do continente europeu foi estabelecida nos Estados Unidos em 1976.
Em 1976, a Sartorius introduziu seu primeiro cartucho filtrante autoclavável e passível de teste, equipado com membrana filtrante dobrada, os principais campos de aplicação abrangem a indústria farmacêutica, a pesquisa microbiológica e o setor de bebidas. Até hoje, os cartuchos filtrantes permanecem como um elemento essencial do portfólio de produtos.
Em 1978, foram lançados filtros descartáveis para seringas chamados "Minisart", no mesmo ano, após mais de cinco décadas de existência, a Membranfilter GmbH foi incorporada à empresa-mãe.
Em 1983, a Sartorius inaugurou sua primeira fábrica fora do território alemão em Yauco, Porto Rico. Essa unidade, dedicada à fabricação de filtros de membrana, permitiu o atendimento direto ao mercado norte-americano.
Em 1987, começou a operar na Índia.
Em 1988, abriu uma filial em Hong Kong.
No ano de 1989, na sede da empresa em Göttingen, o crescimento estava chegando ao limite do espaço disponível. Além disso, as exigências ambientais se intensificaram, dificultando a continuidade da produção na antiga área residencial. Por isso, a administração decidiu construir uma nova unidade fabril nos arredores de Göttingen, na área industrial da Otto-Brenner-Straße. A construção da nova unidade industrial começou em 1989 e serviu como base para a atual sede do Grupo, o Sartorius Campus.
Em junho de 1990, a Sartorius abriu seu capital na Bolsa de Valores de Frankfurt, porém a maior parte das ações permaneceram com a família fundadora. Antes disso, a passagem da gestão da terceira para a quarta geração da família não foi bem-sucedida, levando à nomeação de administradores externos. Horst Sartorius continuou atuando no Conselho Fiscal até seu falecimento em 1998.
Em 1995, iniciou suas operações na China, ao formar uma joint-venture produção de balanças laboratoriais em Pequim, atualmente, esta unidade além das balanças de laboratório, também são produzidos sistemas descartáveis e outros dispositivos.
Ano de 1999, a Sartorius adquiriu a Denver Instrument Company, a GWT Global Weighing Technologies GmbH e a Dr. Hans Boekels GmbH & Co. como parte de uma estratégia provisória de múltiplas marcas para reforçar sua posição no mercado de tecnologia de pesagem nos Estados Unidos e na Ásia, no mesmo ano, a Sartorius comprou a Vivascience Ltd., no segmento de tecnologia de separação, com especialização em purificação de proteínas e ultrafiltração.
Em 2000, houve a aquisição da B. Braun Biotech International e  maior fabricante mundial de biorreatores, essa aquisição iniciou a entrada da Sartorius no setor biofarmacêutico.

### Século 21

Logotipo usado de 2001 a 2020

No ano de 2002, a Divisão de Biotecnologia registrou uma fatia de vendas superior à da Divisão de Mecatrônica, que englobava também a área de Pesagem, foi a primeira vez desde a sua fundação, que o setor de pesagem deixou de ser o maior faturamento da companhia.
Em outubro de 2005, a Sartorius adquiriu 100% das ações da Omnimark Instrument Corporation, sediada em Tempe (Arizona), Arizona nos Estados Unidos. A Omnimark é uma produtora de analisadores de umidade.
Em janeiro de 2007, a Sartorius comprou a Toha Plast GmbH e que desenvolve e fabrica componentes plásticos para os ramos médico e de biotecnologia. Em fevereiro de 2007, a Sartorius fundiu sua divisão de biotecnologia com a empresa francesa de biotecnologia Stedim. A Sartorius Stedim Biotech (SSB) resultante da fusão está listada na bolsa de valores de Paris.
Em novembro de 2008, Por meio de sua subsidiária, a SSB Sartorius adquiriu a Wave Biotech AG, com sede na Suíça. A Wave Biotech é fornecedora de biorreatores de uso único.
Em novembro de 2009, foi aberto na Índia uma nova unidade industrial para produzir equipamentos de farmacêuticos e de laboratórios.
Em outubro de 2011, a Sartorius adquiriu o negócio de manuseio de líquidos dos especialistas em laboratórios finlandesa Biohit. Essa aquisição expandiu o portfólio de produtos da Sartorius para incluir instrumentos de laboratório.
Em junho de 2012, a empresa passou a fazer parte do TecDAX, o índice de ações de tecnologia da Bolsa de Valores de Frankfurt.
Um novo prédio de produção para a moldagem por injeção de peças plásticas foi inaugurado em Göttingen em junho de 2013. No mesmo ano, foi inaugurado em Xangai o novo centro de vendas da Ásia da Sartorius, a partir do qual são controladas todas as atividades de vendas e marketing para a China e para toda a região da Ásia.
Em dezembro de 2014, a Sartorius vendeu a sua divisão de tecnologias industriais para um consórcio japonês formado pela Minebea Co. e o Development Bank of Japan, essa divisão faturou 102 milhões de euros em 2013 e empregava 700 pessoas em todo mundo.
Em julho de 2015, a Sartorius, por meio de sua subsidiária Sartorius Stedim Biotech (SSB), adquiriu a empresa alemã de desenvolvimento de linhas celulares e processos Cellca.
A companhia adquiriu duas empresas norte-americanas de citometria de fluxo em 2016. Essas empresas foram a IntelliCyt, adquirida por 90 milhões de dólares em junho e a ViroCyt, adquirida em julho por 16 milhões de dólares.
Ainda em julho de 2016, a empresa, por meio da SSB, adquiriu a kSep Systems, especializada em centrifugação preparativa para proteínas recombinantes, vacinas e produtos de terapia celular e com sede na cidade de Morrisville, Carolina do Norte nos Estados Unidos.
Em novembro de 2016, a subdivisão SSB abriu uma nova instalação de testes bioanalíticos e de biossegurança em Boston nos Estados Unidos.
Em março de 2017, a Sartorius adquiriu a empresa de ensaios e instrumentação baseada em células Essen BioScience da proprietária de private equity SFW Capital Partners, por 320 milhões de dólares.
Em dezembro de 2019, a empresa adquiriu 50% da desenvolvedora e fabricante de meios de cultura de células de Israel Biological Industries por 45 milhões de euros.
A Sartorius adquiriu ativos da Danaher Corporation por 825 milhões de dólares e que inclui produtos para pesquisa e desenvolvimento de terapias celulares em maio de 2020.Em outubro de 2020, a empresa anunciou a aquisição da BIA Separations da Eslovênia por 360 milhões de euros e que atua em soluções de análise e purificação industrial de grandes biomoléculas.
Em 2021, a empresa adquiriu o fabricante alemão de meios de cultura celular Xell AG,  o fornecedor alemão de matérias-primas de terapia celular e genética CellGenix GmbH e a empresa bioanalítica alemã ALS Automated Lab Solutions GmbH.
Ainda em 2021, no mês de setembro, a empresa passou a fazer parte do DAX, principal índice de ações da Bolsa de Valores de Frankfurt.

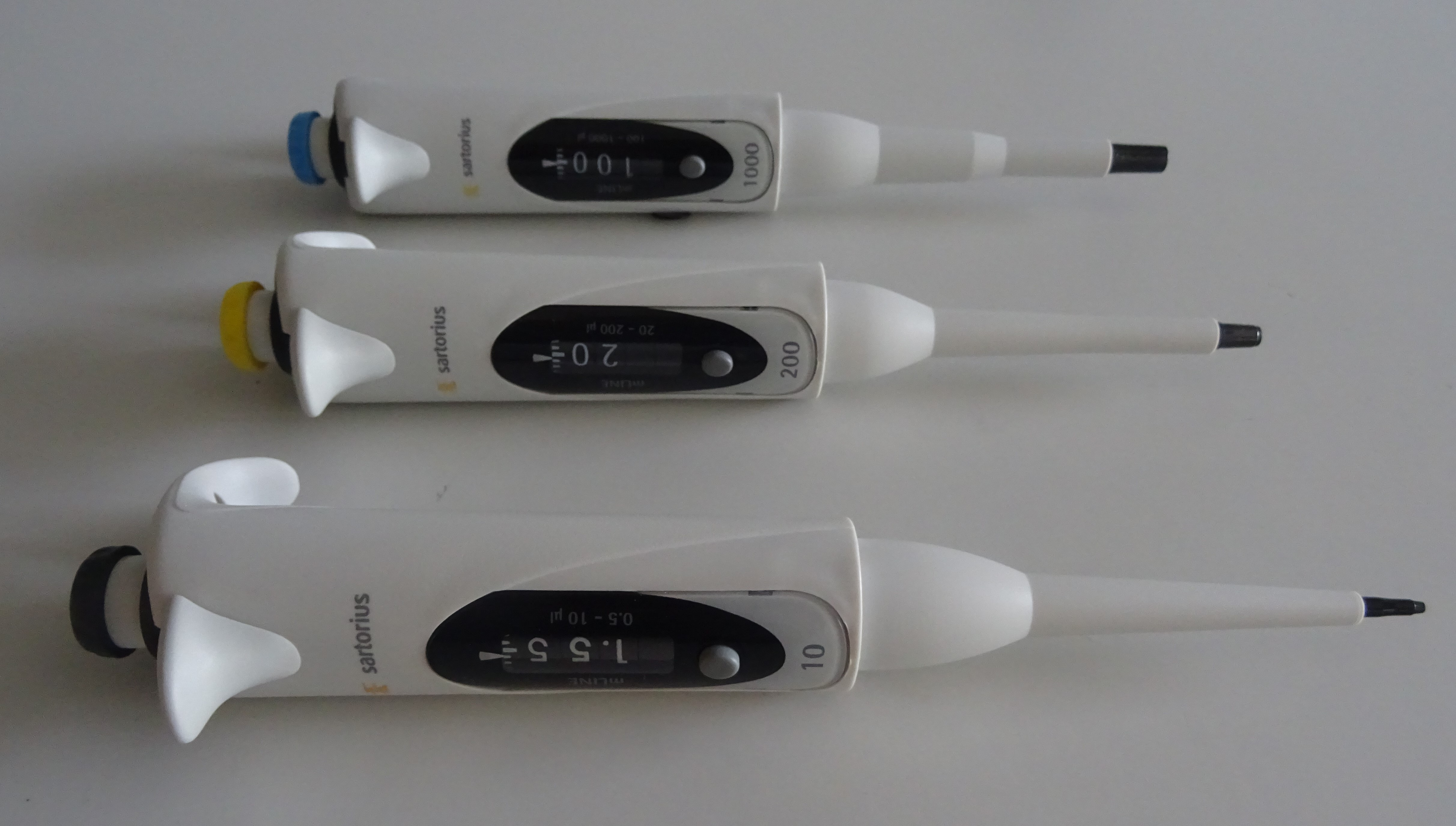
Pipeta fabricada pela Sartorius.

## Produtos

### Divisão de Bioprocessamento
- Filtração[2][3][15]
- Filtros[2][3][15]
  - Fermentação e cultivo celular[2][3][15]
  - Fermentadores[2][3][15]
  - Biorreatores[2][3][15]
  - Meios de cultivo celular[2][3][15]
- Gerenciamento de fluidos[2][3][15]
  - Sistemas de uso único para transferência de líquidos[2][3][15]
- Purificação[2][3][15]
  - Kits de purificação de vírus[2][3][15]
- Tecnologia de expressão de proteínas e engenharia de processos[2][3][15]
  - Sistemas de expressão de proteínas[2][3][15]
  - Desenvolvimento de processos de produção[2][3][15]
- Outros equipamentos de apoio ao bioprocesso[2][3][15]
  - Agitadores[2][3][15]
  - Centrífugas[2][3][15]

### Divisão de  Equipamentos de Laboratórios
- Pesagem e medição[2][3][15]
  - Balanças de laboratório[2][3][15]
  - Células de pesagem OEM[2][3][15]
  - Comparadores de massa[2][3][15]
  - Conjuntos de pesos[2][3][15]
  - Analisadores de umidade[2][3][15]
- Manipulação de líquidos[2][3][15]
  - Pipetas[2][3][15]
- Preparação e qualidade da água[2][3][15]
- Sistemas de água ultra pura[2][3][15]
  - Sistemas de água para laboratório[2][3][15]
- Filtração e purificação para aplicações laboratoriais[2][3][15]
  - Equipamentos de filtração diversos[2][3][15]

### Serviços especializados
- Desenvolvimento e engenharia de bioprocessos[2][3][15]
- Serviços de validação de instrumentos e processos[2][3][15]
- Desenvolvimento de meios e processos produtivos biofarmacêuticos[2][3][15]

Em 2024, dos 3.380,7 bilhões de euros de faturamento, 2.690,2 bilhões vieram da divisão de bioprocessamento e 690,5 bilhões de euros vieram dos setores de equipamentos de laboratório e serviços especializados.